# V. Bálint Éva
V. Bálint Éva (Budapest, 1947. február 26.) újságíró, szerkesztő és riporter. A Magyar Hírlap munkatársa (1978–1988), majd főmunkatársa (1989–2002). A MÚOSZ Bálint György Újságíró Akadémia tanára (1993–1996), (1998–1999). Az Ady Társaság, a Magyar UNESCO Bizottság és a Raoul Wallenberg Egyesület alapító tagja. 1990-től 1992-ig a Magyar Zsidó Kulturális Egyesület alelnöke.

## Tanulmányai
1965-ben érettségizik az ELTE Radnóti Miklós Gyakorló Gimnáziumában. 1967–1969 között az ELTE jogi karának, 1973–1976 között bölcsészkarának hallgatója, ahol 1976-ban szerez szociológia szakos diplomát.

## Pályafutása
Az érettségit követően és egyetemi tanulmányai kezdetén az Európa Könyvkiadó, majd a Nemzetközi Koncertigazgatóság propagandistájaként dolgozik. Később az Elektromos Művek joggyakornoka, majd Országos Vezetőképző Központ tudományos segédmunkatársa lesz. 
Első szerkesztősége a Vezetéstudomány című szaklap, ahol 1977-1978 között dolgozik. 1978-tól a Magyar Hírlap munkatársa, 1989-2002 között főmunkatársa. 1991-1993 között a kulturális rovatot szerkeszti a napilapban. Számos hetilapban és folyóiratban is publikál, pl. Budapester Rundschau, Élet és Irodalom, Elit Magazin, Heti Világgazdaság, a londoni Jewish  Quarterly, Kritika, Látóhatár, Múlt és Jövő,  Népszava, Valóság, Vigilia.
Újságírói működése mellett hazai és nemzetközi kulturális szervező munkája is jelentős. Az 1980–1990-es években a Budapesti Fesztiválzenekar, majd a Magyar Könyvklub PR munkatársa. Az 1990-es évek végétől részt vesz az újságíróképzésben is, tanít a Bálint György Újságíró Akadémián, majd a Magyar Író Akadémia tanácsadója lesz.
Írói, újságírói pályája kezdetén leginkább az irodalomszociológia foglalkoztatja. Későbbi tárcáiban és cikkeiben a magyar kultúra, társadalom és politika aktuális kérdéseivel foglalkozik. Kritikákat és recenziókat is ír. Legjelentősebb munkái azonban az interjúk, melyeket magyar kulturális élet számos jelentős személyiségével készített. A beszélgetésekből több kötetet is szerkesztett.

## Válogatott művei
- Interjúkötetek:
  - Rendiség a romokon: Vélekedések a rendszerváltás éveiből, Budapest, Pesti Szalon, 1994
  - Kövek és kavicsok, Budapest, Filum, 2000
- Interjúk: Tragikum és derű: Beszélgetés Pilinszky Jánossal, Magyar Hírlap, 1980. március 14.
  - Nincs bűntudata? : Interjú Hankiss Elemérrel, Új Tükör, 1982/33.
  - Tanítás, írás: életforma: Beszélgetés Balassa Péterrel, Magyar Hírlap, 1989. április 1.
  - Az érzelmes szociológus: Beszélgetés Losonczi Ágnessel, Magyar Hírlap, 1998. szeptember 26.
  - „A Holocaust nem teológiai véletlen”: Beszélgetés Nyíri Tamással, Magyar Hírlap, 1989. november 4.
  - „Hetven táján a régi barát akármit mond: rokon”: Beszélgetés Konrád Györggyel, Kritika, 2003/4.
  - Az oroszlán átugrik a tűzkarikán, de nem szereti: Beszélgetés az egészségügy betegségeiről és lehetséges terápiájáról Dr. Weltner János főorvossal, Kritika, 2003/7-8.
  - A Vigilia beszélgetése Vizi E. Szilveszterrel, Vigilia, 2003/8.
  - És megint elmondja mindenkinek: Beszélgetés Karinthy Mártonnal, Kritika, 2003/12.
  - ...maga a történelem ismeretlen : Beszélgetés Berend T. Ivánnal, 2004/12.
  - Igazából szövegeiben él : Beszélgetésféle Kertész Imrével,  Kritika, 2006/5.
- Filmek:
  - Portréfilm Vezér Erzsébetről (Nemzeti Video Archívum, 1998)
  - Portréfilmek a Spielberg-Soa Alapítvány számára, 1998-1999
  - Konrád áramló leltára (OSZK Történelmi Interjúk Tára, 2003)
- Tanulmányok:
  - A sikerképtelenség környezetrajza – Három magyar regény szociológiai szempontú tartalomelemzése (Veres Andrással), In: A közvetítő – Egy irodalomtanár emlékezete, szerkesztette V. Bálint Éva, Budapest, Tankönyvkiadó, 1979.
  - A káosz szerkezete – Könyvkiadás, 1989, Kortárs 1989/12. 132–139. o.